# Este es mi mundo
Este es mi mundo fue un programa infantil de televisión emitido entre 1974 y 1976 por Canal 13 de Buenos Aires, Argentina.
Conducido por Julieta Magaña, Horacio Peña, Perla Szuchmacher y Abel Gutman, comenzó en el verano de 1974 como un programa infantil "de relleno" para el horario de las 17.
Julieta Magaña ponía la cuota de diversión: en la promoción del programa salía disfrazada de gaucho, descalza y con poncho; cantaba y tocaba la guitarra. Fue el puntapié inicial de su carrera como animadora infantil, que continuó con Hola Julieta.
Perla Szuchmacher ya tenía experiencia en teatro para niños: después de una infancia de juegos teatrales, compartida con su hermano Rubén, estudió expresión corporal con Patricia Stokoe en la época dorada del Collegium Musicum de Buenos Aires, cuando se contaban entre sus pedagogos artistas de la talla de Violeta de Gainza, Marga Grajer y María Teresa Corral. Se formó como actriz en el Instituto de Teatro de la Universidad de Buenos Aires, dirigido —hasta la Noche de los Bastones Largos— por Oscar Fessler.
El programa se anunciaba como periodístico, educativo y de entretenimientos infantiles e incluía, entre otras secciones atípicas para los programas infantiles de entonces: La receta de Julieta (recetas de cocina), un curso de guitarra (con Juan Ángel Sozio, "el señor de la guitarrita"), y un curso de ajedrez (con Óscar Cuasnicú). También los conductores cantaban canciones del repertorio latinoamericano, preparados y acompañados en guitarra por Juan Ángel Sozio.
El golpe de Estado de marzo de 1976 significó el fin del programa y el despido de todos sus conductores, excepto Magaña que continuó con programa propio: Hola Julieta.

## Ficha técnica
- Escenografía: Seijas
- Iluminación: Adolfo Abate
- Producción: María Inés Andrés
- Dirección: Edgardo Estévez